# AeroVironment FQM-151 Pointer
AeroVironment FQM-151 Pointer – taktyczny, bezzałogowy aparat latający (ang. Unmanned Aerial Vehicle – UAV) opracowany  przez amerykańską firmę AeroVironment Inc na zamówienie United States Marine Corps w 1986 roku. 

## Konstrukcja
FQM-151 jest górnopłatem, o skrzydłach z dużym wzniosem zewnętrznych części, zapewniającym dobre właściwości lotne. Pointer jest zbudowany z kompozytów, w których duży udział mają materiały wykonane z kevlaru. Napędzany jest silnikiem elektrycznym o mocy 300 W, zasilanego z akumulatora znajdującego się na pokładzie. Dzięki kompozytowej budowie i silnikowi elektrycznemu Pointer jest bardzo trudny do wykrycia przez środki obrony przeciwlotniczej. Aparat zaopatrzony jest w czarno białą kamerę światła szczątkowego, wykorzystującą technologię CCD, umożliwiającą obserwację w dzień i w nocy, którą można wymienić na kolorową kamerę TV operującą w ciągu dnia. Obraz z kamery aparatu może być przekazywany do stanowiska kontrolującego lot na ziemi. Na pokładzie znajduje się również odbiornik GPS. Start Pointera następuje "z ręki", po wykonaniu misji aparat ląduje na brzuchu w wyznaczonym terenie. Podczas wykonywania zadania FQM-151 jest cały czas kontrolowany ze stanowiska naziemnego. Aparat jest prosty w obsłudze i kosztuje tylko około 30 000 USD.

## Służba
Pointer przeznaczony jest do obserwacji pola walki na głębokości od 5 do 7 km. Bojowo został użyty podczas operacji w Bośni w ramach amerykańskich jednostek bojowych w siłach SFOR oraz podczas II wojny w Zatoce Perskiej w Iraku w 2003 roku i w Afganistanie w 2001 roku.